# Garoonah mah rop guan
Garoonah mah rop guan (กรุณามารบกวน) è un brano musicale del cantante thailandese Sarunyu Winaipanit (Ice), pubblicato come singolo il 10 marzo 2017 con etichetta GMM Grammy.
La canzone è stata realizzata come colonna sonora della nona stagione della serie televisiva U-Prince Series, dove viene usata come sigla d'apertura.

## Video musicale
Pubblicato prima del lancio effettivo del singolo, il 7 marzo, il video musicale vede Ice ballare e cantare in una piazza con due ballerine, mentre scorrono diversi spezzoni da U-Prince Series con protagonisti Firstclass (Vachiravit Paisarnkulwong "August") e Minute (Lapisara Intarasut "Apple").

## Tracce
1. Garoonah mah rop guan – 4:10